# Jacob Alexwangen
Jacob Alexwangen (seit 1525 Jacob von Alexwangen; * um 1480; † 23. Januar 1552 in Elbing, Polnisch-Preußen) war ein deutscher Ratsherr und Bürgermeister in Elbing.

## Leben
Der Vater Michel Alexwange  war Ratsherr und 1485 Bürgermeister in Königsberg-Kneiphof. Jacob studierte seit 1501 in Leipzig und wurde dort 1505 Magister der Philosophie. Danach war er kurzzeitig in Frankfurt (Oder) immatrikuliert.
1510 wurde Jacob Alexwangen Voigt in Elbing und 1511 Mitglied des Stadtrates, was er bis zu seinem Lebensende blieb. Er gehörte bald zu den einflussreichsten Persönlichkeiten in der Stadt und wurde 1520 erstmals zum Präsidenten des Stadtrats gewählt. (Dieser Bürgermeister wurde jedes Jahr neu gewählt und wechselte oft.) In diese Zeit fiel der Angriff des Deutschen Ordens auf die Stadt, für die Alexwange im darauffolgenden Jahr mit Lucas Schirmer an den Friedensverhandlungen teilnahm. 1523 wurde er erneut zum ersten Bürgermeister gewählt, außerdem zum Burggrafen.
1525 wurde Alexwangen vom polnischen König Sigismund für seinen Einsatz im Krieg geadelt. In diesem Jahr wurde er mit anderen Ratsherren von der Bevölkerung aus dem Amt gejagt, aber im nächsten Jahr nach Ankunft von Kommissionären des Königs wieder als Ratsherr eingesetzt und erneut zum Bürgermeister gewählt. Auch in der folgenden Zeit bekleidete er noch öfter dieses Amt.
1535 war Alexwangen als Bürgermeister maßgeblich an der Gründung eines Gymnasiums in  Elbing beteiligt, als erster humanistischer Lehranstalt in Polnisch-Preußen.